# BAC Jet Provost
Jet Provost byl britský dolnoplošný proudový letoun vzniklý v polovině 50. let 20. století a užívaný Royal Air Force i dalšími letectvy jako cvičný až do počátku 90. let. Byl vyvinut společností Hunting Percival z jejího pístového typu Provost a po roce 1960 jeho výroba probíhala u British Aircraft Corporation (BAC). V roce 1967 z něj vznikla specializovaná lehká bitevní verze Strikemaster určená pro vývoz.

## Vývoj

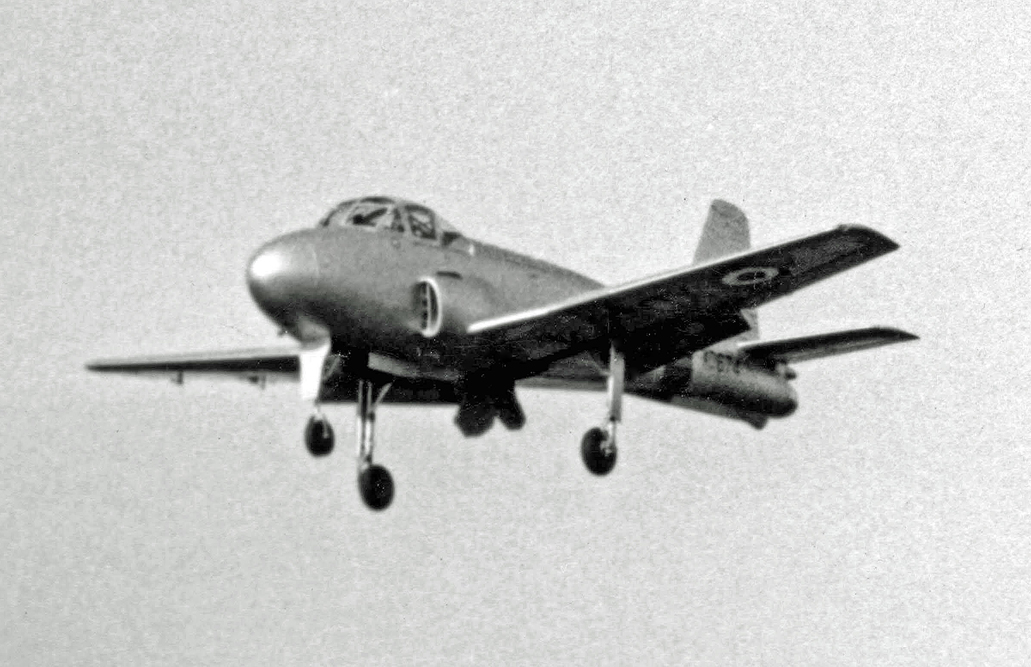
Prototyp Hunting Jet Provost T.1 XD674 na Farnborough Air Show v roce 1954.

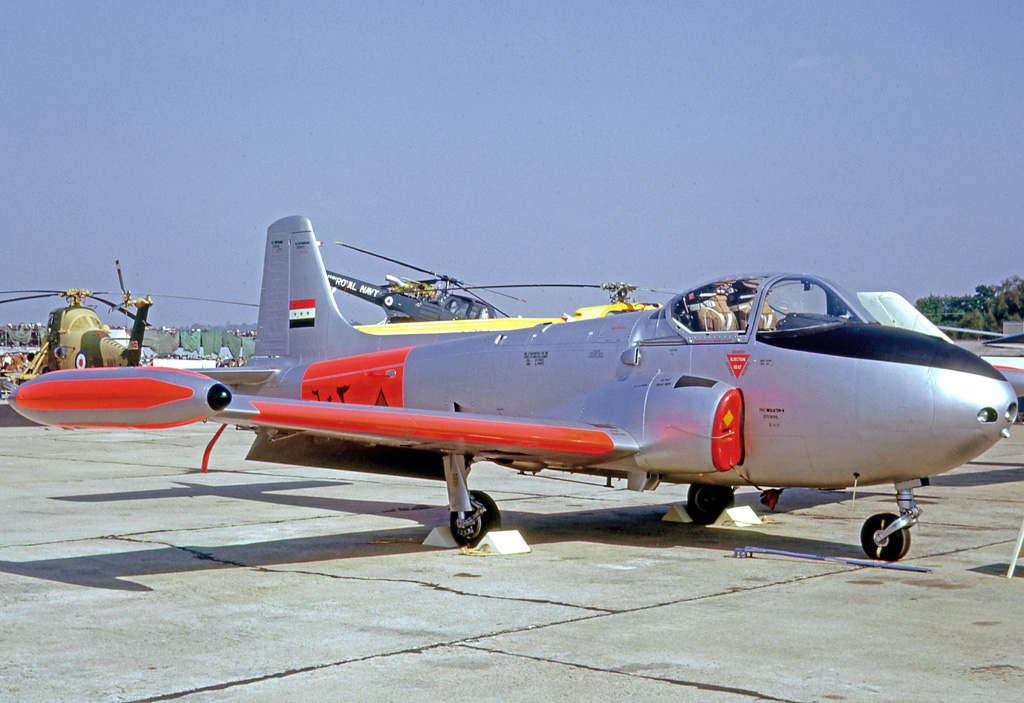
Jet Provost T.52 letectva Iráku v roce 1964

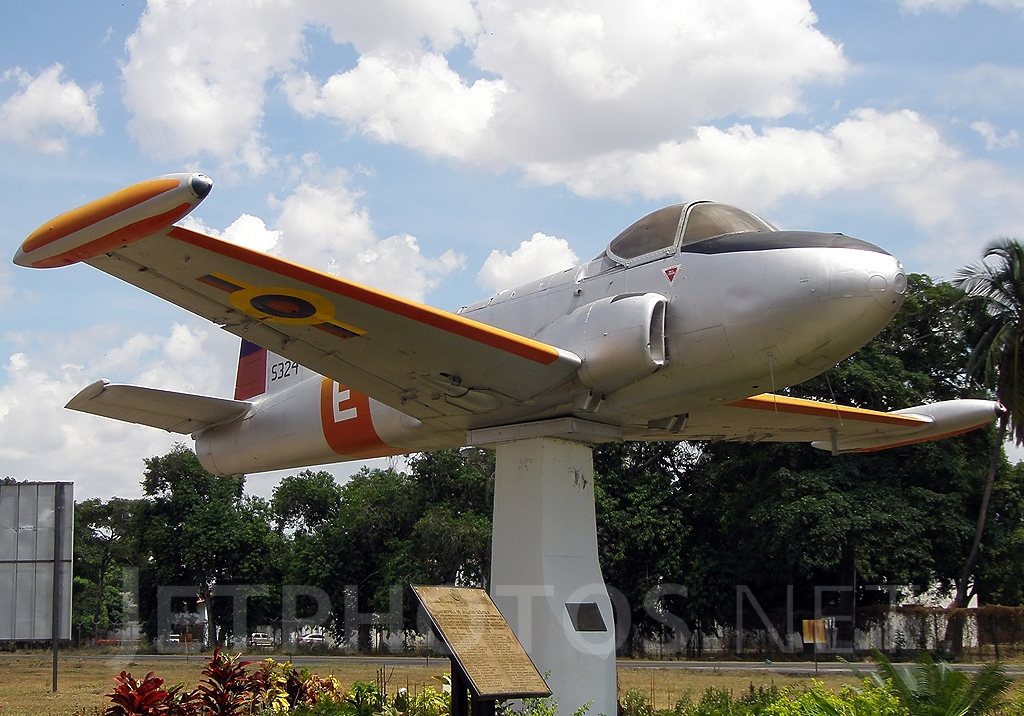
Vystavený venezuelský Jet Provost T.52

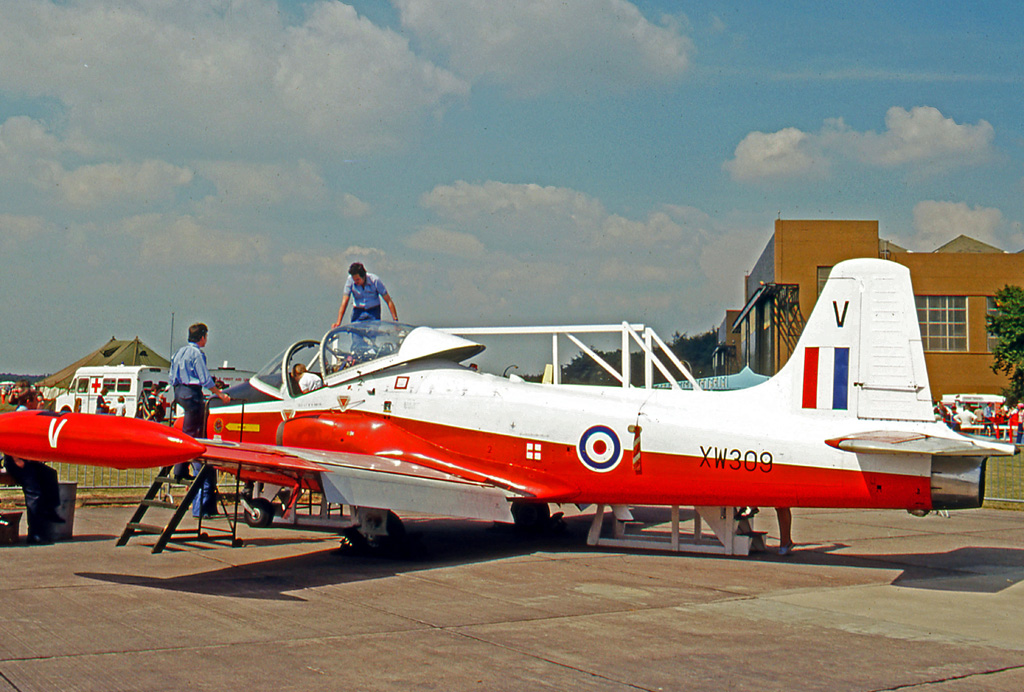
Jet Provost T.5 (XW309) z No.6 Flying Training School RAF, Finningley, 1977

Vývoj typu navazoval na předchozí osvědčenou leteckou konstrukci, zahájenou stavbou prototypu Percival P.56 Provost podle specifikací T16/48. Vznikl dvoumístný cvičný dolnoplošník poháněný pístovým hvězdicovým motorem Armstrong Siddeley Cheetah 18, který byl zalétán 24. února 1950. Druhý prototyp měl již instalovanou pohonnou jednotku Alvis Leonides. V porovnávacích zkouškách s konkurenčním strojem Handley Page H.P.R.2 byl pro své lepší vlastnosti zvolen jako standardní cvičný letoun Royal Air Force. První sériové Provosty T.1 přebíraly výcvikové jednotky RAF od dubna 1953. Po vyrobení 461. stroje, včetně exportních verzí T.51, T.52, T.53 a T.54 byla výroba zastavena.
S přípravou sériové výroby Provostu byl souběžně rozpracován projekt Hunting Percival P.84 Jet Provost u kterého byl pístový motor zaměněn za proudovou jednotku Armstrong Siddeley Viper 101. Prototyp Jet Provost T.1 (XD674) zalétal zkušební pilot R. G. „Dick“ Wheldon 16. června 1954. Ve výrobním závodě v Lutonu bylo vyprodukováno ještě devět dalších vývojových strojů.
Pět kusů Jet Provost T.2 tvořilo vývojový mezistupeň s motorem Viper 102, podvozkem se zkrácenými nohami ovládanými hydraulicky, místo dosavadního pneumatického ovládání, novým krytem kokpitu a zlepšenou aerodynamikou trupu.
Jako standardní cvičný letoun RAF byl do sériové výroby zaveden až Jet Provost T.3 s pohonnou jednotkou Armstrong Siddeley Viper Mk.9 o tahu 7,78 kN. T.3 byl vybaven dvojicí vystřelovacích sedadel Martin Baker a koncovými křídelními palivovými nádržemi. Po podepsání objednávky na sériovou výrobu 8. února 1957 opustil montážní linku 201 letoun.
Předchozí verzi nahradil ve výrobě Jet Provost T.4 určený k rozšíření pilotního výcviku až po pokračovací stupeň. První prototyp byl upraven z verze T.2, další dva stroje vznikly přestavbou letounů T.3. Prototypy poprvé vzlétly v červenci a srpnu 1960, první sériový exemplář s motorem Viper 11 o tahu 11,116 kN v roce 1961. První stroje RAF přebíralo od listopadu 1961, poslední až v polovině roku 1964.
Z verzí T.3 a T.4 byly odvozeny exportní letouny Jet Provost T.51 (22 kusů) a T.52 (46 kusů) pro Cejlon, Kuvajt, Súdán, Irák, Jižní Jemen a Venezuelu. Hlavňová výzbroj byla tvořena dvojicí kulometů FN ráže 7,62 mm, na dva křídelní závěsníky bylo možno umístit pumy a rakety.
Po znárodnění části leteckého průmyslu a začlenění firmy Hunting do British Aircraft Corporation se tovární označení letounu změnilo na BAC 145.
30. listopadu 1964 byla s výrobcem podepsána objednávka na produkci 110 sériových strojů Jet Provost T.5 s přetlakovým kokpitem a novým křídlem.
První dva zkušební prototypy vznikly přestavbou posledních dvou sériových T.4 (XS230 a XS231). Z XS230 se stal typ BAC 164, který s motorem Viper 522 a křídelními závěsníky představoval prototyp T.5. Z XS231 vznikl typ BAC 166, tvořící zkušební prototyp poslední vývojové bitevní verze BAC 167 Strikemaster.[zdroj⁠?!]
Po uzavření výrobního závodu v Lutonu z důvodu odprodeje společnosti Vauxhall Motors byl stroj BAC 164 přetažen po silnici do Wartonu, kde piloti Jimmy L. Dell a R. T. Stock provedli 28. února 1967 první let.:s.94
RAF převzalo první letoun T.5 4. září 1969, poslední Jet Provost T.5 (XW438) 6. října 1972.
Kromě novovýroby prošlo výrobním komplexem BAC v letech 1973–1976 celkem 177 Jet Provostů RAF, které byly modifikovány zástavbou pokročilejšího radionavigačního vybavení na verze T.3A:s.95 a T.5A.
Jet Provosty používala také celá řada akrobatických skupin, mj. Sparrows, Red Pelicans, Redskins, Black Jacks, Macaws, Magistrates, Vipers, Blades, Linton Gins, Cocks o'the North, Gemini Pair, The Swords a The Lincolnshire Poachers.:s.92–95
Exportní verze BAC 145/T.5 byla označena T.55 a v počtu 25 strojů dodána Súdánu.

## Uživatelé
- Austrálie

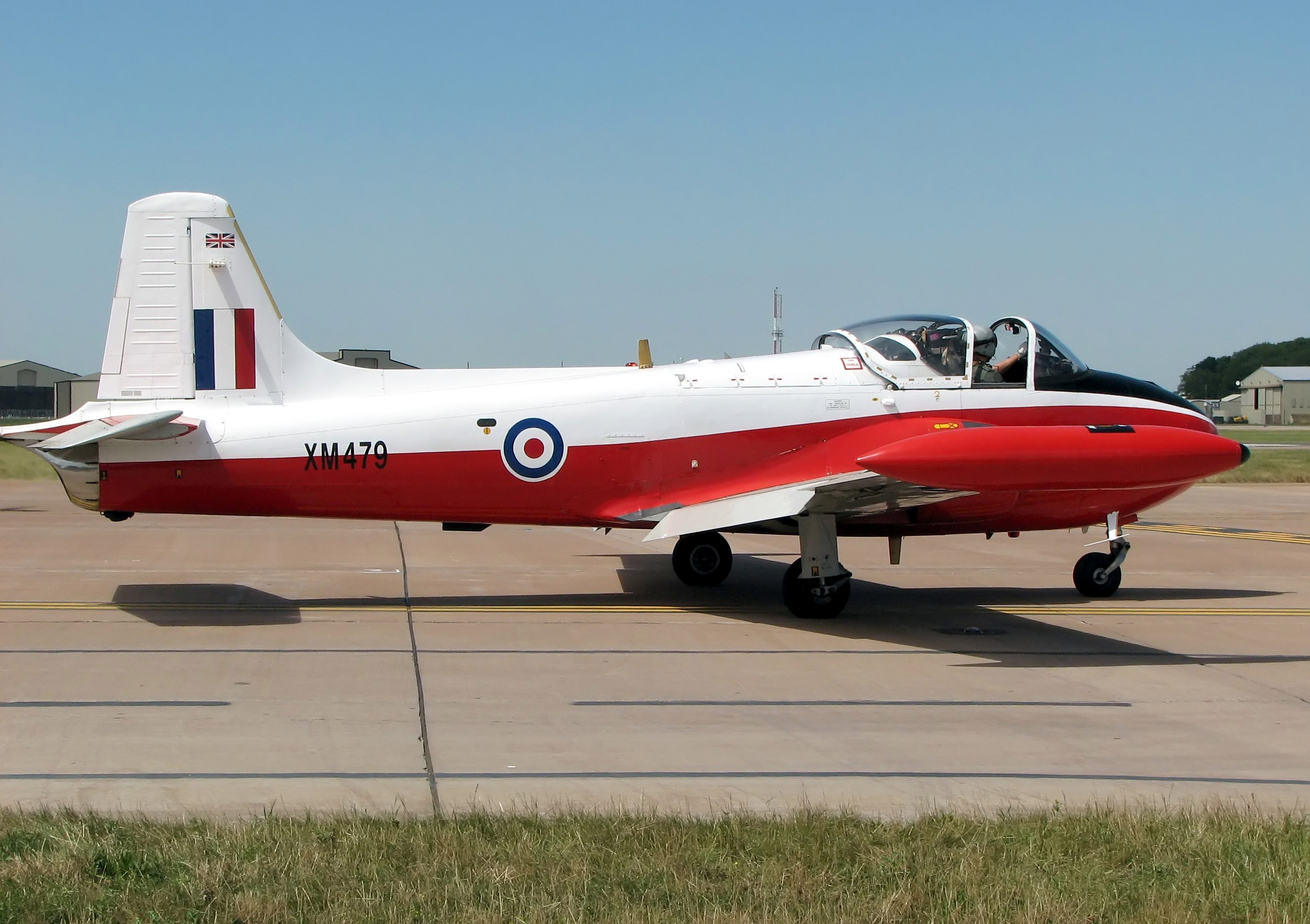
Boční pohled na Provost T.3A ve zbarvení RAF

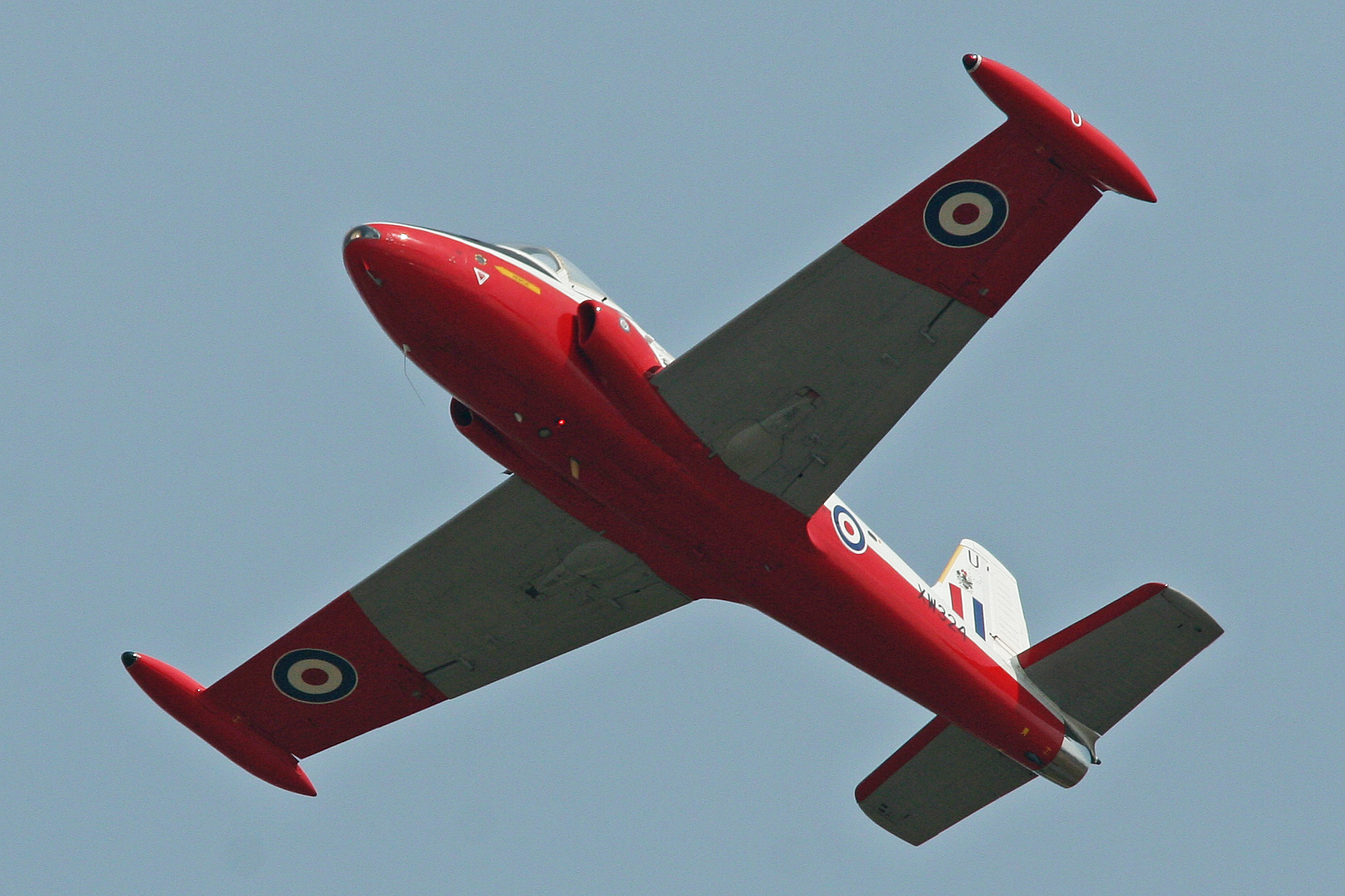
Provost T.5 v letu

  - Royal Australian Air Force (testy 1 kusu)[5]
- Cejlon
  - Cejlonské královské letectvo[2]
- Irák
  - Irácké letectvo[2]
- Jižní Jemen
  - Jihojemenské letectvo[6]
- Kuvajt
  - Kuvajtské letectvo[2]
- Portugalsko
  - Portugalské letectvo (testy 1 kusu)[7]
- Singapur
  - Singapurské letectvo[8]
- Spojené království
  - Royal Air Force[1][2]
- Súdán
  - Súdánské letectvo[2]
- Venezuela
  - Venezuelské letectvo[2]

## Specifikace (T.5A)

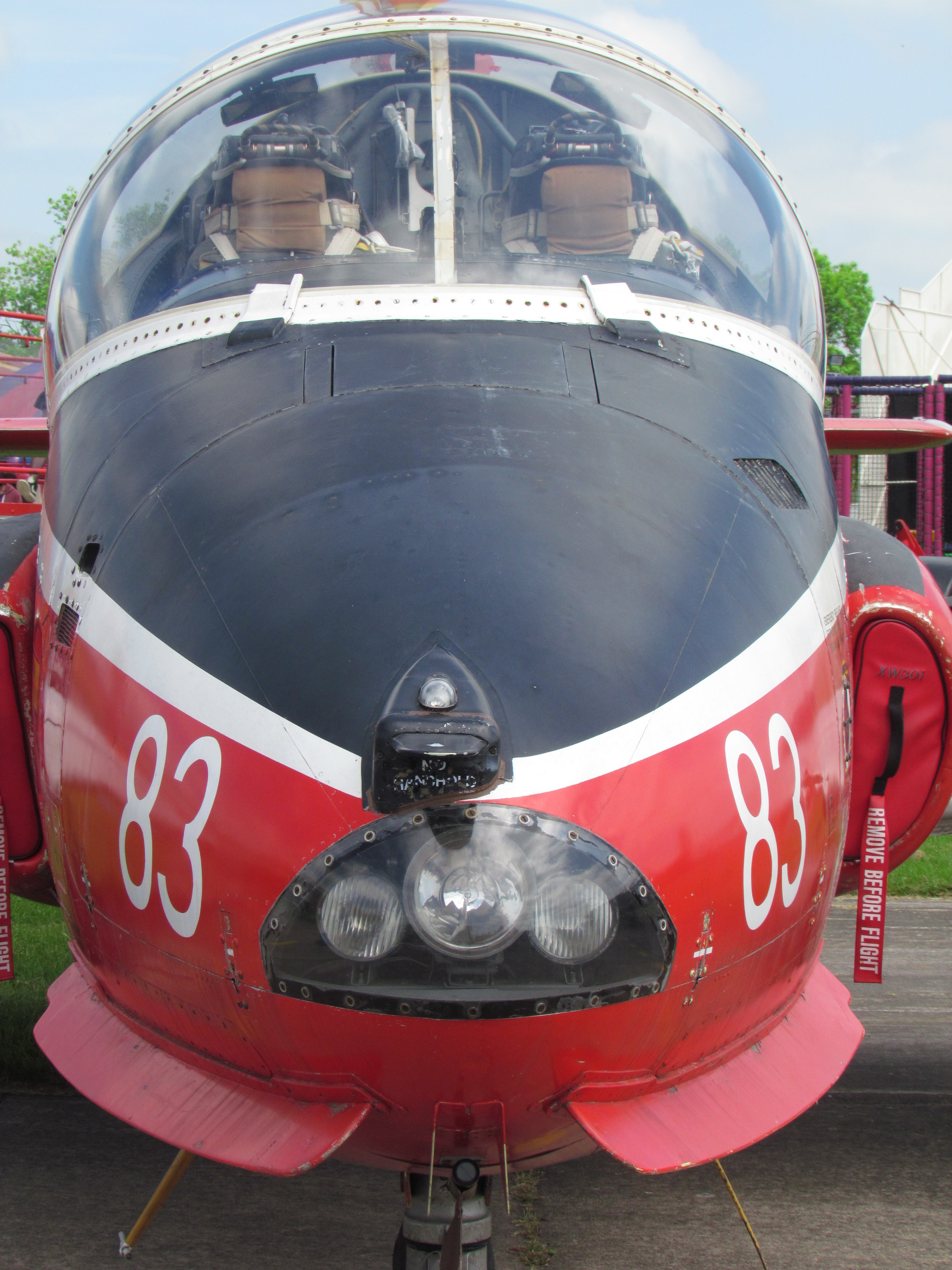
Čelní pohled

Údaje dle:s.95

### Technické údaje
- Posádka: 2 (instruktor a žák)
- Rozpětí: 10,77 m (35 stop a 4 palce)[pozn. 2]
- Délka: 10,36 m (34 stop)
- Výška: 3,1 m (10 stop a 2 palce)
- Nosná plocha: 19,85 m² (213,7 čtvereční stopy)
- Prázdná hmotnost: 4 173 kg (4 888 lb)[9]
- Max. vzletová hmotnost: 2 217,15 kg (9 200 lb)
- Pohonná jednotka: 1 × proudový motor Bristol Siddeley Viper 201
- Tah pohonné jednotky: 11,1 kN (2 500 lbf)

### Výkony
- Maximální rychlost: 708 km/h (382 uzlů, 440 mph) ve výši 7 620 m (25 000 stop)
- Dolet: 1 450 km (780 nm, 900 mil)
- Dostup: 11 201 m (36 750 stop)
- Stoupavost: 18 m/s (3 550 stop za minutu)

### Výzbroj
- 4 × závěsný bod pro výzbroj (kulomety, pumy a rakety), ale typ většinou výzbroj nenesl[2]